# Senpai wa Otokonoko
Senpai wa Otokonoko (Nhật: 先輩はおとこのこ  "Người đàn anh của tôi là một Otokonoko") hay còn được biết đến với tên This is Him, là một bộ manga tình cảm được viết và minh họa bởi Pom. Bộ truyện được xuất bản dưới dạng kĩ thuật số thông qua nền tảng Line Manga trong khoảng thời gian từ năm 2019 đến năm 2021 như một loạt truyện phát hành hàng tuần và được công ty xuất bản Ichijinsha phát hành dưới dạng tập tankōbon kể từ tháng 11 năm 2021. Bộ anime truyền hình chuyển thể từ loạt manga do hãng phim Project No.9 chế tác hoạt họa đã ra mắt vào tháng 7 năm 2024 trên khung giờ NoitaminA của đài Fuji TV. Câu chuyện kể về một mối tình tay ba giữa Hanaoka Makoto, một nam sinh mặc quần áo đảo trang; Aoi Saki, một cô gái song tính luyến ái và Taiga Ryūji, người bạn thơ ấu của Makoto.
Pom tạo ra bộ truyện với các chủ đề như tình yêu không phân biệt giới tính. Ý tưởng ban đầu của bộ truyện xuất phát từ việc Pom gặp khó khăn ghi vẽ minh họa các nhân vật nam. Tác phẩm được đông đảo độc giả yêu thích và nhận về những lời tán dương nồng nhiệt của các nhà phê bình đối với lối viết truyện cũng như cách xây dựng nhân vật. Bộ manga xếp ở vị trí thứ ba tại giải thưởng Next Manga Award và là bộ truyện được đọc nhiều thứ ba trên nền tảng phát hành Line Manga trong năm 2021.

## Cốt truyện
Senpai wa Otokonoko là một bộ manga tình cảm lãng mạn kể về Hanaoka Makoto (花岡 まこと), một nam sinh trung học có phong cách ăn mặc như con gái bất chấp sự phản đối của mẹ. Aoi Saki (蒼井 咲) là bạn học cùng trường, đem lòng yêu Makoto và luôn tưởng rằng Makoto là con gái. Chỉ sau khi Aoi tỏ tình với Makoto và bị từ chối, sự thật mới vỡ lẽ. Nhưng Aoi là người song tính nên cô không bận tâm về giới tính của Makoto và vẫn muốn trở thành mối tình đầu của anh. Về phía Makoto, anh lo rằng Aoi sẽ bị người ta dị nghị khi hẹn hò với một người mặc đồ đảo trang. Taiga Ryūji (大我 竜二) là bạn thời thơ ấu của Makoto, ban đầu tránh né việc có tình cảm với con trai. Cho nên khi cậu bắt đầu nảy sinh tình cảm với Makoto cũng chính là lúc mối tình tay ba bắt đầu thành hình.

## Nhân vật
Hanaoka Makoto (花岡 まこと)
Lồng tiếng bởi: Umeda Shūichirō
Makoto là một học sinh năm 2 lớp B. Cậu thích những thứ dễ thương, khi ở trường, cậu thường đội tóc giả dài và mặc đồng phục thủy thủ fuku. Tuy nhiên, do ảnh hưởng của người mẹ luôn yêu cầu Makoto phải cư xử như con trai ở nhà, Makoto thường mặc quần áo nam khi đi học và về nhà. Makoto theo học trường cấp 3 vì một người điều hành trong nhà trường quen biết cha của cậu, đã thấu hiểu những lo lắng của cậu và hứa sẽ hỗ trợ cậu sống theo giới tính mà mình yêu thích sau những tâm sự của cậu. Ban đầu, cậu từ chối lời tỏ tình của Saki và đối xử với cô như một người bạn. Tuy nhiên, dần dần, cậu bắt đầu coi cô như một người khác giới.
Aoi Saki (蒼井 咲)
Lồng tiếng bởi: Sekine Akira
Saki là nữ sinh năm nhất, hậu bối của Makoto và Ryūji. Cha của Saki là nhà nghiên cứu cá voi ở nước ngoài, do đó ông hầu như không ở nhà. Mẹ của Saki sống riêng, vì vậy Saki thường sống cùng bà ngoại. Saki học không giỏi, thậm chí còn phải thi lại. Ban đầu, Saki tưởng Makoto là con gái và đã tỏ tình với cậu. Sau khi biết Makoto là con trai, Saki vẫn tiếp tục mến mộ cậu.
Taiga Ryūji (大我 竜二)
Lồng tiếng bởi: Uchida Yuma
Ryūji là bạn thân từ thời mẫu giáo của Makoto. Cậu có tình cảm đặc biệt với Makoto và được Saki gọi là "sư phụ". Ryūji đeo khuyên tai và có một cô em gái. Mặc dù bề ngoài có vẻ không học giỏi nhưng Ryūji lại đạt nhiều thành tích xuất sắc và thường giúp Saki học bài.

## Quá trình sáng tác
Pom giữ vai trò viết và minh họa Senpai wa Otokonoko. Ý tưởng ban đầu của bộ truyện xuất phát từ việc nữ mangaka gặp khó khăn trong quá trình vẽ minh họa các nhân vật nam. Sau đó, một người quen đã gợi ý cô thử vẽ một nhân vật nam ăn mặc nữ tính. Trước khi nhận được lời gợi ý này, Pom đã cân nhắc làm một bộ truyện tình lãng mạn đồng tính nữ. Do gặp vướng mắc ở các nhân vật nam, vị tác giả đã dành ra nhiều thời gian để lựa chọn địa điểm mà Makoto chứng minh mình không phải là con gái, nhưng sau cùng cô vẫn không hài lòng với quyết định của mình. Pom xây dựng bối cảnh câu chuyện xoay quanh phong cách mặc đồ đảo trang của Makoto tại một ngôi trường có nữ sinh mặc đồng phục thủy thủ fuku, để cấu thành một dụng ý nhằm đảm bảo sự tương phản giữa đồng phục của học sinh nam và học sinh nữ. Mặc dù ở Nhật Bản có một số trường cấp 3 cho phép nam sinh mặc đồng phục nữ, nhưng ngôi trường Makoto theo học không phỏng theo bất kỳ trường học thực tế nào.
Trong giai đoạn đầu lên kế hoạch cho bộ manga, Pom đã cân nhắc việc viết một bộ truyện mang yếu tố hài hước. Tuy nhiên, Pom cuối cùng lại quyết định nghiêng nhiều hơn về một một bộ truyện nghiêm túc vì đó là những gì mà cô thích đọc. Chính điều này đã dẫn dắt cô đến việc xây dựng mối quan hệ phức tạp giữa Makoto và mẹ cậu. Câu chuyện đề cập đến các chủ đề chính về mối quan hệ giữa người với người, tình yêu không phân biệt giới tính, tầm quan trọng của hành động tôn trọng sự đa dạng, việc đàn ông có quyền được ưa thích những thứ dễ thương, hay tự chăm sóc cho bản thân. Pom không viết bộ truyện để chống lại những định kiến đối với người bất chấp các chuẩn mực giới tính. Pom không muốn câu chuyện chìm vào cảm giác u tối nên cô hiểu rõ việc cân bằng giữa những tình tiết nặng nề và nhẹ nhàng.
Pom cố tình giữ cho câu chuyện chỉ tập trung vào ba nhân vật chính. Pom chia sẻ rằng cô không thích việc dàn nhân vật trong manga ngày càng đông rồi dần dần cốt truyện thiếu tập trung và đi chệch hướng. Cô xây dựng hai nhân vật Makoto và Saki tương phản nhau; Makoto hay lo lắng và ít vận động, trong khi Saki luôn năng động và tự tin. Nữ mangaka thiết kế Ryūji trên cơ sở sự trung hòa giữa cả hai tính cách. Để khắc họa tình cảm của Saki, Pom đã lấy nữ diễn viên lồng tiếng Kaneda Tomoko làm nguồn tham khảo. Pom cho rằng Saki là là một cô gái năng động, ngây thơ và luôn sống thật với chính mình. Còn khi xây dựng nhân vật Makoto thì với Pom, Makoto chỉ ăn mặc như nữ giới do nhân vật này quan trọng vẻ bề ngoài, còn bản chất bên trong vẫn là nam giới. Thay vì sử dụng những bong bóng thoại, Pom hạn chế câu từ trong tác phẩm, đồng thời dẫn dắt bộ truyện theo cách sử dụng tranh vẽ minh họa bất cứ khi nào có thể để truyền tải nội dung. Ban đầu, bộ truyện dự kiến chỉ kéo dài 16 chương nên Pom đã không có kế hoạch chi tiết cho các diễn biến tiếp theo của câu chuyện. Do đó, cô đành để cốt truyện thuận theo tự nhiên, đặc biệt là sau khi mà các nhân vật đều đã có nền tảng đầy đủ. Theo Pom, cô không thể miêu tả sự vật sự việc một cách thuyết phục trừ phi tự mình trải nghiệm, vì vậy trong mỗi nhân vật đều có một phần của chính vị tác giả.

## Truyền thông

### Manga
Xuất phát điểm của manga là một câu chuyện 4 trang có tựa Otokonoko ga Kōhai ni Kokuhaku Sareru Hanashi được Pom vẽ lại và mở rộng từ một đoạn truyện thử nghiệm phản ứng của người hâm mộ trong "bộ truyện đầu tay tại làn ranh" của nền tảng xuất bản Line Manga cho những họa sĩ độc lập vào tháng 12 năm 2019. Bộ truyện sau đó đã được ký hợp đồng xuất bản kĩ thuật số hàng tuần trong vòng bốn tháng kể ngày ra mắt. Tác phẩm kết thúc tại chương thứ 100 xuất bản vào ngày 30 tháng 12 năm 2021. Họa sĩ viết và minh họa, Pom, đã xem xét về việc tiếp tục bộ truyện nhưng cuối cùng điều đó đã không xảy ra.
Tập tankōbon đầu tiên được lên màu đầy đủ cùng với chương mới dài 16 trang phát hành vào ngày 25 tháng 11 năm 2021 bởi công ty xuất bản Ichijinsha. Pom ban đầu đã nghĩ sẽ rất khó để bộ truyện có thể được in ra và xuất bản vì nó vốn được thiết kế để đọc theo dạng lướt cuộn điện tử nhưng sau đó đã quyết định tiếp tục thực hiện do yêu cầu của độc giả. Webtoon bắt đầu xuất bản bộ truyện ở các khu vực khác với tựa đề This is Him với phiên bản phát hành tại Đài Loan vào ngày 25 tháng 12 năm 2021 và phiên bản phát hành tại Trung Quốc vào ngày 27 tháng 12. Các phiên bản phát hành tại các quốc gia khác như Pháp, Đức, Hàn Quốc, và Thái Lan đã được lên kế hoạch.

#### Tậptankōbon
| - Chương 1: "Tegami" (手紙 "Bức thư") - Chương 2: "Kōhai" (後輩 "Hậu bối") - Chương 3: "Onnanoko" (女の子 "Cô gái") - Chương 4: "Osananajimi" (幼なじみ "Bạn thời thơ ấu") - Chương 5: "Aoi-san" (蒼井さん "Aoi") - Chương 6: "Shishō" (師匠 "Sư phụ") - Chương 7: "Kakushigoto" (隠し事 "Điều ẩn giấu") - Chương 8: "Hanabi" (花火 "Pháo hoa") - "Bangai-hen" (番外編 "Phụ chương") |

| - Chương 9: "Natsuyasumi" (夏休み "Kì nghỉ hè") - Chương 10: "Akogare" (憧れ "Khao khát") - Chương 11: "Kaimono" (買い物 "Mua sắm") - Chương 12: "Kako" (過去 "Quá khứ") - Chương 13: "Manzoku" (満足 "Sự hài lòng") - Chương 14: "Sayonara" (さよなら "Tạm biệt") - Chương 15: "Futsū" (普通 "Bình thường") - Chương 16: "Ōji-sama to Ohime-sama (王子様とお姫様 "Hoàng tử và công chúa") - "Bangai-hen" (番外編 "Phụ chương") |

| - Chương 17: "Henka" (変化 "Đổi thay") - Chương 18: "Suizokukan" (水族館 "Bể cá") - Chương 19: "Tokubetsu na Hito" (特別な人 "Một người đặc biệt") - Chương 20: "Tomari" (泊まり "Ở lại qua đêm") - Chương 21: "Benkyōkai" (勉強会 "Học nhóm") - Chương 22: "Giwaku" (疑惑 "Bối rối") - Chương 23: "Wakaranai" (わからない "Tôi không biết") - Chương 24: "Suki" (好き "Thích") - Chương 25: "Nigetai" (逃げたい "Tôi muốn chạy trốn") - Chương 26: "Yappari" (やっぱり "Sau tất cả") - "Bangai-hen" (番外編 "Phụ chương") |

| - Chương 27: "Chanto" (ちゃんと "Đúng cách") - Chương 28: "Kujira" (クジラ "Cá voi") - Chương 29: "Ame no Hi" (雨の日 "Ngày mưa") - Chương 30: "Dōro" (道路 "Đường phố") - Chương 31: "Sentaku" (選択 "Lựa chọn") - Chương 32: "Kokuhaku" (告白 "Lời thú nhận") - Chương 33: "Junbi" (準備 "Chuẩn bị") - Chương 34: "Bunkasai" (文化祭 "Lễ hội trường học") - Chương 35: "Sōiu Yatsu" (そういうヤツ "Loại người đó") - Chương 36: "Gomakasenai" (ごまかせない "Không thể dấu nó") - Chương 37: "Sōdan" (相談 "Tư vấn") - Chương 38: "Gomen" (ごめん "Xin lỗi") - Chương 39: "Ketsui" (決意 "Sự quyết tâm") - "Bangai-hen" (番外編 "Phụ chương") |

| - Chương 40: "Daijōbu" (大丈夫 "Tôi ổn mà") - Chương 41: "Dareka" (誰か "Ai đó") - Chương 42: "Fushinsha" (不審者 "Kẻ khả nghi") - Chương 43: "Asa" (朝 "Sớm mai") - Chương 44: "Otōsan" (お父さん "Cha") - Chương 45: "Muchū" (夢中 "Nỗi ám ảnh") - Chương 46: "Kurisumasu" (クリスマス "Giáng sinh") - Chương 47: "Okāsan" (お母さん "Mẹ") - Chương 48: "Itai" (痛い "Đau đớn") - Chương 49: "Yuki ga Furu" (雪が降る "Tuyết đang rơi") - Chương 50: "Sorezore no" (それぞれの "Nỗi đau của người khác") - "Bangai-hen" (番外編 "Phụ chương") |

| - Chương 51: "Dēto" (デート "Đi chơi") - Chương 52: "Onaka" (おなか Bụng dạ"") - Chương 53: "Kitto" (きっと "Có lẽ") - Chương 54: "Ōmisoka" (大晦日 "Đêm giao thừa") - Chương 55: "Hatsu Hinode" (初日の出 "Ánh bình minh đầu tiên") - Chương 56: "Kangaeru" (考える "Ngẫm nghĩ") - Chương 57: "Imōto" (妹 "Em gái") - Chương 58: "Shingakki" (新学期 "Học kỳ mới") - Chương 59: "Seikai" (正解 "Đáp án đúng") - Chương 60: "Saikai" (再会 "Đoàn tụ") - "Bangai-hen" (番外編 "Phụ chương") |

| - Chương 61: "Watashi no" (私の "Của tôi") - Chương 62: "Iede" (家出 "Trốn chạy") - Chương 63: "Hayase-san" (早瀬さん) - Chương 64: "Tomodachi" (友だち "Bè bạn") - Chương 65: "Shūgaku Ryokō 1-nichi-me" (修学旅行1日目 "Chuyến ngoại khóa ngày 1") - Chương 66: "Shūgaku Ryokō 2-nichi-me" (修学旅行2日目 "Chuyến ngoại khóa ngày 2") - Chương 67: "Shūgaku Ryokō 3-nichi-me" (修学旅行3日目 "Chuyến ngoại khóa ngày 3") - Chương 68: "Mukiau" (向き合う "Đối diện") - Chương 69: "Tabi" ( "Chuyến đi") - "Bangai-hen" (番外編 "Phụ chương") |

| - Chương 70: "Kimochi Warui" (気持ち悪い "Ghê tởm") - Chương 71: "Chichi" (父 "Cha") - Chương 72: "Suteki" (すてき "Lộng lẫy") - Chương 73: "Daiji na Hito" (大事な人 "Người quan trọng") - Chương 74: "Wandārando" (ワンダーランド "Chốn thần tiên") - Chương 75: "Omiyage" (おみやげ "Món quà") - Chương 76: "Kitaku" (帰宅 "Về nhà") - Chương 77: "Hibi" (日々 "Từng ngày một") - Chương 78: "Ima wa Mada" (今はまだ "Vẫn chưa") - Chương 79: "Issho" (一緒 "Cùng nhau") - Chương 80: "Kotchi" (こっち "Đây") - "Bangai-hen" (番外編 "Phụ chương") |

| - Chương 81: "Haruyasumi " (春休み) - Chương 82: "Mitsukeru" (見つける) - Chương 83: "Sōgū" (遭遇) - Chương 84: "Hashitte Iku" (走っていく) - Chương 85: "Erabu" (選ぶ) - Chương 86: "Shiawase" (幸せ) - Chương 87: "Niau" (似合う) - Chương 88: "Kaerimichi" (帰り道) - Chương 89: "Susumu" (進む) - Chương 90: "Ryōshin" (両親) - "Bangai-hen" (番外編 "Phụ chương") |

| - Chương 91: "Ie" (家) - Chương 92: "Mamoru" (守る) - Chương 93: "Honmono" (本物) - Chương 94: "Honto" (ほんと) - Chương 95: "Honto" (ただそれだけ) - Chương 96: "Hen" (変) - Chương 97: "Tayoru" (頼る) - Chương 98: "Suki" (好き) - Chương 99: "Tokubetsu" (特別) - Chương 100: "Hare no Hi" (晴れの日) - "Bangai-hen" (番外編) |

#### Chương truyện
Các chương truyện dưới đây chưa được xuất bản thành tập tankōbon.
1. "Chūgakusei" (中学生?)
2. "Machigai" (間違い?)
3. "Bukatsu" (部活?)
4. "Kore" (これ?)
5. "Kirei" (きれい?)
6. "Nande" (なんで?)
7. "Urusai" (うるさい?)
8. "Yamanobori" (山登り?)
9. "Yūjō" (友情?)
10. "Koibana" (恋バナ?)
11. "Chōsei" (調整?)
12. "Hasegawa-san" (長谷川さん?)
13. "Iraira" (イライラ?)
14. "Dōrui" (同類?)
15. "Ichigakki" (一学期?)
16. "Sukāto" (スカート?)
17. "Kami" (髪?)
18. "Junchō" (順調?)
19. "Taifū no Hi" (台風の日?)
20. "Masumi-chan" (真澄ちゃん?)
21. "Buranko" (ブランコ?)
22. "Hen na Ko" (変なコ?)
23. "Sōiu no" (そういうの?)
24. "Mitsuki-senpai" (みつき先輩?)
25. "2-nensei" (2年生?)
26. "Kanojo" (彼女?)
27. "Natsumatsuri" (夏祭り?)
28. "Kawattenai" (変わってない?)
29. "Kono Hito Dake" (この人だけ?)
30. "Itsuka" (いつか?)
31. "Henka" (変化?)
32. "Jōsō" (女装?)
33. "Sēfu" (セーフ?)
34. "Niattenai" (似合ってない?)
35. "Hontō no Koto" (本当のこと?)
36. "Bunkasai" (文化祭?)
37. "Dōrui" (同類?)
38. "Nigeru" (逃げる?)
39. "Itsuwaru" (偽る?)
40. "Tadashii" (正しい?)
41. "Komatta Kao" (困った顔?)
42. "Mitsukeru" (見つける?)
43. "Fukaku Kakawaru (深く関わる?)
44. "Uranaishi" (占い師?)
45. "Chikazuku" (近づく?)
46. "Sakura to Dango" (桜と団子?)
47. "Uso" (嘘?)
48. "Benkyō" (勉強?)
49. "Kankei Nai" (関係ない?)
50. "Iwanai Hō ga Ii Koto" (言わない方がいいこと?)
51. "Fumikiri" (踏切?)
52. "Mesen" (目線?)
53. "Gēmu Ōbā" (ゲームオーバー?)
54. "Sabori" (さぼり?)
55. "Shibōkō" (志望校?)
56. "Juken" (受験?)
57. "Tokebetsu" (特別?)
58. "Sotsugyōshiki" (卒業式?)
59. "Shin Seikatsu" (新生活?)
60. "Kakugo" (覚悟?)
61. "Makoto" (まこと?)
62. "Ryūji" (りゅーじ?)
63. "Wakannai" (分かんない?)
64. "Higaisha" (被害者?)
65. "Fumikiri" (踏切?)
66. "Seikai" (正解?)
67. "Daijōbu" (大丈夫?)
68. "Kazoku" (家族?)
69. "Kōkō" (高校?)
70. "Minaifuri" (見ないふり?)
71. "Kinobori" (木登り?)
72. "Deai" (出会い?)

### Anime
Tại sự kiện AnimeJapan tổ chức vào tháng 3 năm 2023, Aniplex đã thông báo bộ truyện sẽ được chuyển thể thành một loạt anime truyền hình. Tác phẩm do hãng phim Project No.9 chịu trách nhiệm chế tác hoạt họa, trong khi Yanagi Shinsuke giữ vai trò đạo diễn, Tomita Yoriko viết kịch bản, phần thiết kế nhân vật thực hiện bởi Shinkai Shōto, khâu âm nhạc do Yukari Hashimoto sáng tác. Bộ phim được lên sóng trong khung giờ NoitaminA trên kênh truyền hình Fuji TV từ ngày 5 tháng 7 năm 2024. Kujira đảm nhận vai trò thể hiện ca khúc chủ đề mở đầu "Wagamama" (我がまま "Ích kỷ") cho tác phẩm. Bên cạnh đó, anh còn sáng tác nhạc hiệu kết thúc "Are ga Koi Datta no kana" (あれが恋だったのかな "Phải chăng đó là tình yêu?"), cùng với sự góp giọng của ca sĩ Nishina trong bài hát. Crunchyroll phụ trách khâu phát hành bộ phim trên toàn thế giới (ngoại trừ Trung Quốc đại lục, Hàn Quốc, Đông Timor và Mông Cổ). Trong khi đó, 66CC quản lý hoạt động cấp phép tác phẩm tại Đài Loan, Ma Cao, Hồng Kông và Đông Nam Á. Tại thị trường Nhật Bản, hãng Aniplex là đơn vị chịu trách nhiệm biên soạn tác phẩm thành các cuốn Blu-ray và DVD, đồng thời dự kiến cho ra mắt tập 1 vào ngày 30 tháng 10 năm 2024.
Ngày 26 tháng 9 năm 2024, hãng Aniplex đã công bố bộ anime điện ảnh Eiga Senpai wa Otokonoko: Ame Nochi Hare, kể về câu chuyện tiếp nối sau tựa phim truyền hình. Bộ phim là tác phẩm điện ảnh đầu tay của Yanagi Shinsuke, trong khi phần kịch bản lại do Tomita Yoriko đảm nhận. Kujira phụ trách ca khúc chủ đề "Otona ni Narenai" (大人になれない) cho tác phẩm. Bộ phim dự kiến ra mắt tại các rạp chiếu vào ngày 14 tháng 2 năm 2025.

#### Tập phim
| TT. | Tiêu đề                                                                                            | Đạo diễn                       | Biên kịch     | Bảng phân cảnh   | Hoạt họa                                                | Ngày phát hành gốc  |
| --- | -------------------------------------------------------------------------------------------------- | ------------------------------ | ------------- | ---------------- | ------------------------------------------------------- | ------------------- |
| 1   | "Senpai wa Otokonoko (dịch: Tiền bối đảo trang)" (tiếng Nhật: 先輩はおとこのこ)                    | Tuyên Tử Hào Gouda Keisuke     | Tomita Yoriko | Yanagi Shinsuke  | Shinkai Shōto                                           | 5 tháng 7 năm 2024  |
| 2   | "Kawaii Mono Meguri (dịch: Chuyến đi chơi những thứ dễ thương)" (tiếng Nhật: かわいいものめぐり)   | Lâm Ánh Thìn                   | Tomita Yoriko | Ishikura Keiichi | Shinkai Shōto, Ogawa Eri, Masaki Yuta & Inotsume Tae    | 12 tháng 7 năm 2024 |
| 3   | "Sayonara Watashi (dịch: Tạm biệt tôi)" (tiếng Nhật: さよならわたし)                               | Project No.9                   | Tomita Yoriko | Tuyên Tử Hào     | Shinkai Shōto                                           | 19 tháng 7 năm 2024 |
| 4   | "Kizuiteshimatta (dịch: Tôi nhận ra điều gì đó)" (tiếng Nhật: 気づいてしまった)                    | Gouda Keisuke                  | Tomita Yoriko | Ishikura Keiichi | Shinkai Shōto, Ogawa Eri, Watanabe Susumu & Masaki Yuta | 26 tháng 7 năm 2024 |
| 5   | "Tokubetsu (dịch: Đặc biệt)" (tiếng Nhật: 特別)                                                    | Hirayama Kousei & Awai Shigeki | Tomita Yoriko | Tuyên Tử Hào     | Shinkai Shōto, Ogawa Eri, Moriya Haruki & Masaki Yuta   | 2 tháng 8 năm 2024  |
| 6   | "Kimenakya Ikenai Koto (dịch: Tôi đành lòng phải quyết định)" (tiếng Nhật: 決めなきゃいけないこと) | Seong Beom Kim                 | Takagi Seiko  | Ishikura Keiichi | Shinkai Shōto & Masaki Yuta                             | 16 tháng 8 năm 2024 |
| 7   | "Sō yū no (dịch: Thứ như vậy)" (tiếng Nhật: そーいうの)                                            | Project No.9                   | Tomita Yoriko | Tuyên Tử Hào     | Shinkai Shōto, Ogawa Eri, Moriya Haruki & Masaki Yuta   | 23 tháng 8 năm 2024 |
| 8   | "Kizuguchi (dịch: Vết thương)" (tiếng Nhật: 傷ぐち)                                                | Chuan Feng Xu                  | Takagi Seiko  | Lin Yingchen     | Shinkai Shōto & Pei Fei Wang                            | 30 tháng 8 năm 2024 |
| 9   | "Kurisumasu (dịch: Giáng sinh)" (tiếng Nhật: クリスマス)                                           | Gouda Keisuke                  | Takagi Seiko  | Tuyên Tử Hào     | Shinkai Shōto, Ogawa Eri, Yuta Masaki & Inotsume Tae    | 6 tháng 9 năm 2024  |
| 10  | "Futari no Omoi (dịch: Những dòng suy nghĩ của hai người)" (tiếng Nhật: ふたりの思い)              | Maezono Fumio                  | Tomita Yoriko | Ishikura Keiichi | Shinkai Shōto, Ogawa Eri & Masaki Yuta                  | 13 tháng 9 năm 2024 |
| 11  | "Moto Tomodachi (dịch: Bạn cũ)" (tiếng Nhật: 元ともだち)                                           | Awai Shigeki                   | Takagi Seiko  | Ishikura Keiichi | Shinkai Shōto, Ogawa Eri & Masaki Yuta                  | 20 tháng 9 năm 2024 |
| 12  | "Hontō no Boku (dịch: Con người thật của tôi)" (tiếng Nhật: 本当のぼく)                            | Sakuma Mizuki                  | Tomita Yoriko | Tuyên Tử Hào     | Shinkai Shōto, Ogawa Eri & Masaki Yuta                  | 27 tháng 9 năm 2024 |

## Đón nhận
Senpai wa Otokonoko nhận được nhiều lời tán dương nồng nhiệt đến từ những nhà phê bình và độc giả. Bộ truyện xếp vị trí thứ ba tại giải thưởng Next Manga Award năm 2021 trong hạng mục truyện tranh được xuất bản trực tuyến. Bộ truyện dần trở nên nổi tiếng từ năm 2020 và trở thành bộ truyện được đọc nhiều thứ ba trên nền tảng Line Manga trong năm 2021 sau Honey Lemon Soda của Murata Mayu và True Beauty của Yaongyi. Bộ truyện xếp thứ ba trong khảo sát năm 2021 của AnimeJapan tại hạng mục những bộ truyện tranh xuất bản vào năm 2020 được độc giả mong muốn chuyển thể thành anime nhất và xếp vị trí cao nhất trong cuộc khảo sát tương tự trong năm 2022.
Bộ truyện đã nhận được những đánh giá tích cực vì đề cập đến những vấn đề nghiêm túc như tính dục nhưng vẫn giữ một "âm điệu" hết sức nhẹ nhàng. Oricon và Nijimen đều cho rằng bộ truyện đã khắc họa tốt tâm lý nhân vật và cuộc đấu tranh trong thâm tâm của họ khi bản thân thì muốn cởi mở nhưng lại lo sợ những tổn thương sẽ ập tới. Da Vinci viết rằng họ biết mình đã yêu thích bộ truyện khi đọc đến chương 31, dòng "phải chăng nó là một trong những cái này?", và tìm thấy bức chân dung khắc họa hoàn cảnh của Makoto khi ở nhà với người mẹ phản đối cùng với đó là cách điều đó ảnh hưởng sâu sắc đến Makoto. Da Vinci đề xuất bộ manga này cho tất cả mọi người, bất kể tuổi tác hay giới tính. Với các nhà phê bình khác, họ bày tỏ sự yêu thích đối với các nhân vật trong bộ truyện. Magmix gọi Makoto là hấp dẫn và dễ thương và dàn nhân vật của bộ truyện được miêu tả theo cách "nhân văn". Da Vinci thấy mình bị cuốn vào mối quan hệ của các nhân vật trong bộ truyện. Trên trang tin Model Press, biên tập viên Yokoyama Kira đã giới thiệu bộ truyện cho những đọc giả thích những câu chuyện dành cho tuổi mới lớn và bối cảnh trường học. Cô cũng nhận thấy cảm giác thú vị và mới mẻ trong câu chuyện, những cảm xúc nhân vật được xây dựng tốt và nhân vật chính là một người vừa dễ thương vừa tuyệt vời. Cách vẽ của tác phẩm cũng nhận được nhiều lời khen khi các trang truyện được lên màu tốt, và Da Vinci gọi cảnh Makoto tiết lộ giới tính của mình "lôi cuốn một cách đặc biệt".